# 原安順鹽田船溜暨專賣局臺南支局安平出張所安順鹽分室
23°01′33″N 120°08′36″E / 23.0259499°N 120.1433833°E
原安順鹽田船溜暨專賣局臺南支局安平出張所安順鹽分室位於臺南市安南區，於民國九十二年（2003年）5月13日公告為臺南市市定古蹟。該古蹟包括了臺灣日治時期用來運送安順鹽田所產之鹽的運河以及管理鹽場的建築，屬於鹽田生態文化村的一部分。

## 沿革

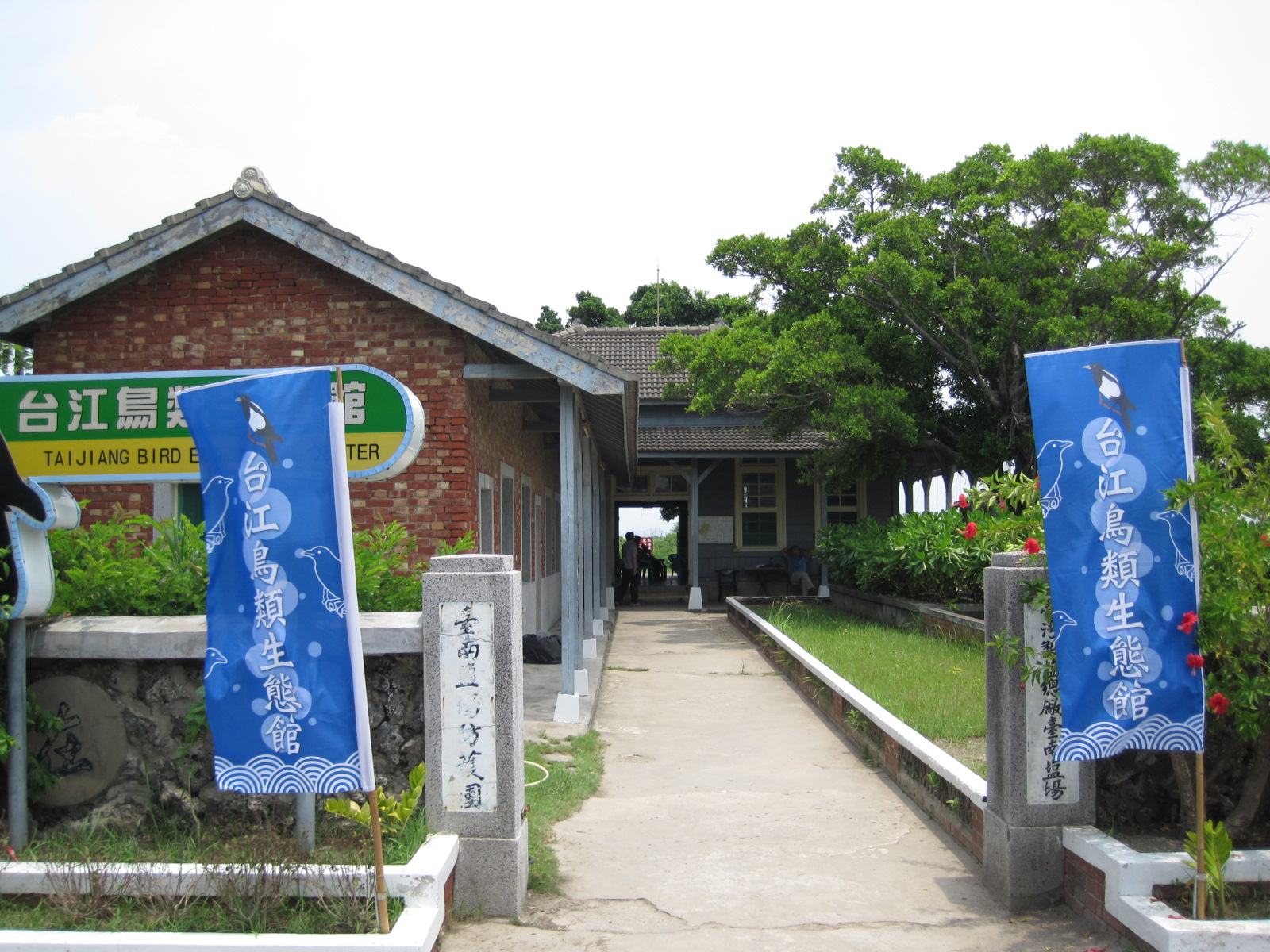
分室西面

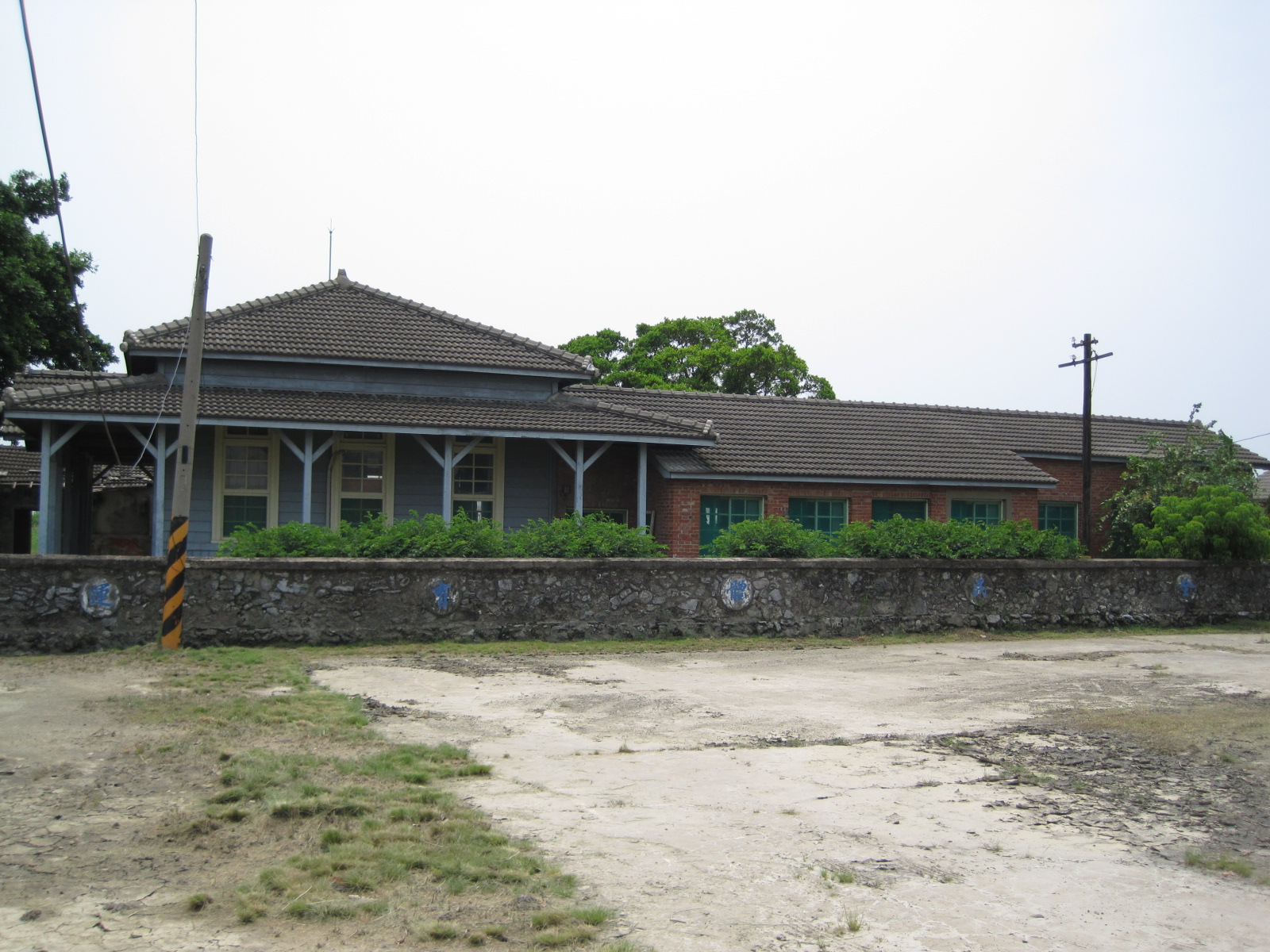
分室北面

安順鹽田是在日治時期大正十一年（1921年）4月建成，是臺灣第一個使用瓦盤製鹽的專業鹽田，而在同年11月專賣局便設置了隸屬安平出張所之下的安順鹽分室，以管理鹽田的事務，後來因鹽務機關的縮編改隸於支局之下，於大正十三年（1924年）12月改稱「臺灣總督府專賣局臺南支局安順分室」。而除了此分室之外，還築有運鹽用的運河，通往四草湖。
二次大戰結束後，這裡改置鹽務總局臺南鹽場公署安順場務所，直到民國五十七年（1968年）裁撤鹽務總局後該廠區才轉交給臺鹽總廠，之後持續產鹽到民國八十五年（1996年）廢晒為止。而在結束產鹽之後，這一帶現在轉型為鹽田生態文化村。

## 建築特色

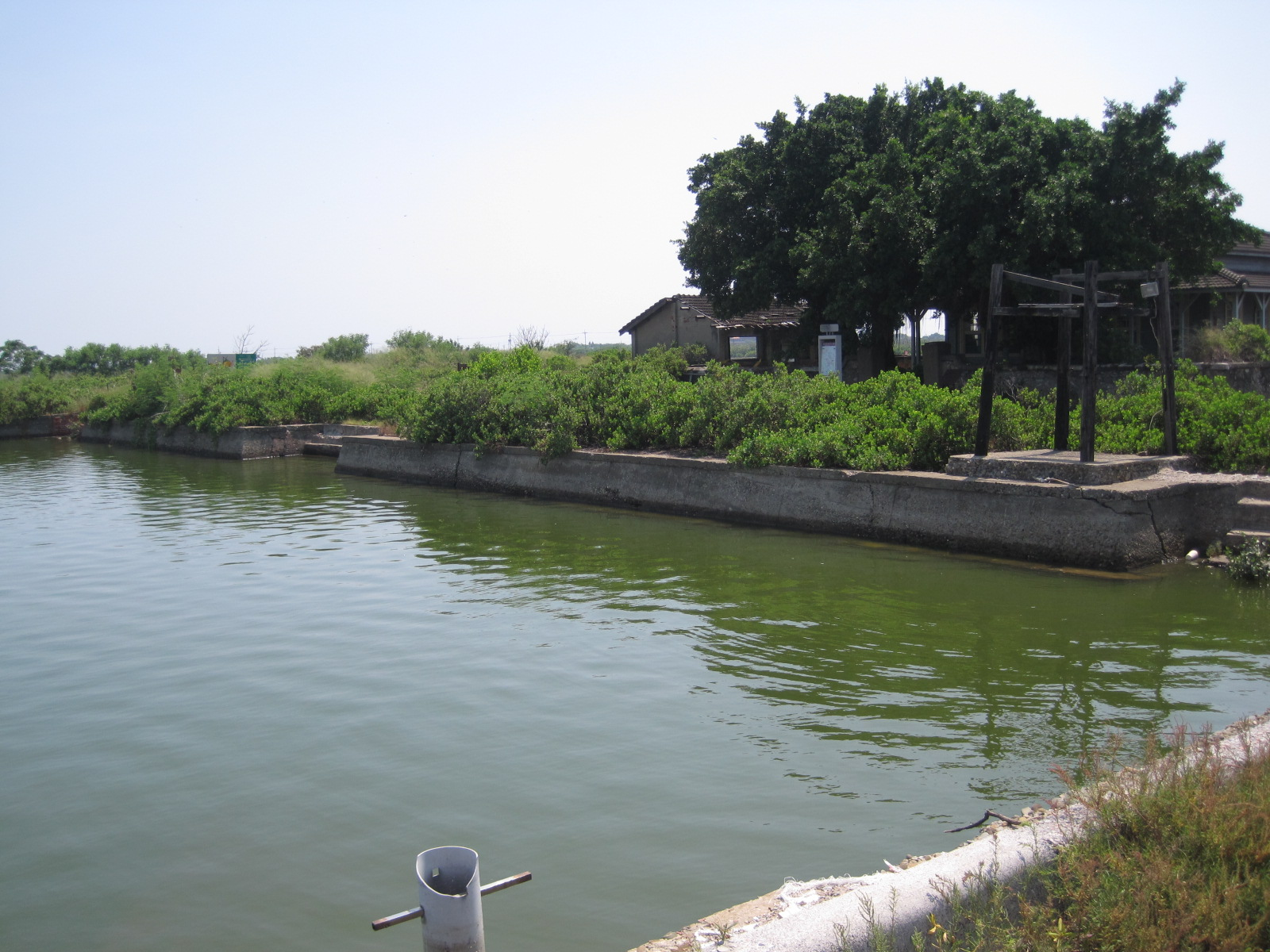
運鹽碼頭

安順分室的建築大致呈L型平面，由東邊的主體與西邊偏北的廂房所組成，為一層樓建築。建築主體部分仍保持木構造，南邊的廂房則已改成磚造建築，而在建築物外面設有迴廊，由木柱支撐。其圍牆使用澎湖的硓𥑮石建成，低矮而不阻擋視線。
而在分室的正面入口對面即是昔日運鹽的運河碼頭，沿岸基石使用澎湖的玄武石。該運河由此向南通往四草湖，可由此通往安平岸邊（今安平樹屋一帶）。

## 外部連結
- 原安平鹽田船溜暨專賣局臺南支局安平出張所——文化部文化資產局 （页面存档备份，存于）
- 夕遊鹽的Facebook專頁